# Stora Lökskär
Stora Lökskär är en ö i Åland (Finland). Den ligger i Skärgårdshavet eller Ålands hav och i kommunen Lemland i landskapet Åland, i den sydvästra delen av landet. Ön ligger omkring 13 kilometer söder om Mariehamn och omkring 270 kilometer väster om Helsingfors.
Öns area är 10,2 hektar och dess största längd är 500 meter i sydväst-nordöstlig riktning. Ön höjer sig omkring 5 meter över havsytan.